# كريكيون ثنائي اللون
كريكيون ثنائي اللون (الاسم العلمي:Corycium bicolorum) هو نوع من النباتات يتبع جنس الكريكيون من الفصيلة السحلبية.